# Lipopolisaccaride glucosiltransferasi I
La lipopolisaccaride glucosiltransferasi I è un enzima appartenente alla classe delle transferasi, che catalizza la seguente reazione:
UDP-glucosio + lipopolisaccaride ⇄ UDP + D-glucosil-lipopolisaccaride
L'enzima trasferisce residui glucosidici alla porzione principale (?) del lipopolisaccaride [cf. lipopolisaccaride 3-alfa-galattosiltransferasi (numero EC 2.4.1.44), lipopolisaccaride N-acetilglucosaminiltransferasi (numero EC 2.4.1.56), lipopolisaccaride glucosiltransferasi II (numero EC 2.4.1.73)].